# Thalia Loveira
Thalia Theresa Loveira, née le 23 septembre 2002 à Walvis Bay, est une trampoliniste namibienne.

## Carrière
Aux Jeux africains de la jeunesse de 2018 à Alger, Thalia Loveira est médaillée d'or en trampoline synchronisé avec Carane van Zyl, médaillée de bronze en trampoline par équipes ainsi qu'en tumbling par équipes, médaillée d'or en tumbling et médaillée de bronze en tumbling individuel. Elle dispute par la suite les Jeux olympiques de la jeunesse de 2018 à Buenos Aires, sans obtenir de médaille.
Elle remporte la médaille de bronze en trampoline individuel aux Championnats d'Afrique de trampoline 2021 au Caire.